# United Paramount Network
United Paramount Network (UPN) var en tv-station fra amerika som var i produktion i over elleve år. UPN var oprindeligt ejet af Viacom/Paramount og Chris-Craft Industries. Det var senere ejet af CBS Corporation. Dens første sende-aften var 16. januar 1995. UPN stoppede 15. september 2006, og gik sammen med The WB for at starte The CW.
| Fjernsyn | Spire Denne artikel om en tv-kanal er en spire som bør udbygges. Du er velkommen til at hjælpe Wikipedia ved at udvide den. |